# Midland (Colorado)
Midland es un lugar designado por el censo ubicado en el condado de Teller en el estado estadounidense de Colorado. En el Censo de 2010 tenía una población de 156 habitantes y una densidad poblacional de 34,72 personas por km².

## Geografía
Midland se encuentra ubicado en las coordenadas 38°50′47″N 105°9′8″O / 38.84639, -105.15222. Según la Oficina del Censo de los Estados Unidos, Midland tiene una superficie total de 4.49 km², de la cual 4.45 km² corresponden a tierra firme y (1.04%) 0.05 km² es agua.

## Demografía
Según el censo de 2010, había 156 personas residiendo en Midland. La densidad de población era de 34,72 hab./km². De los 156 habitantes, Midland estaba compuesto por el 94.87% blancos, el 0% eran afroamericanos, el 0% eran amerindios, el 0.64% eran asiáticos, el 0% eran isleños del Pacífico, el 0% eran de otras razas y el 4.49% pertenecían a dos o más razas. Del total de la población el 1.92% eran hispanos o latinos de cualquier raza.